# Ustrój polityczny Aten (Arystoteles)
Ustrój Polityczny Aten – dzieło przypisywane Arystotelesowi lub jednemu z jego uczniów, jedyna część politei w znacznej części zachowana do naszych czasów. Powstało prawdopodobnie w latach trzydziestych IV wieku p.n.e. Traktat opisuje historię polityczną Aten oraz funkcjonowanie ustroju ateńskiego w czasach współczesnych pisarzowi. Traktat został odnaleziony na papirusie P. Lond. 131 i wydany w 1891 roku przez Frederica George’a Kenyona.

## Powstanie

### Datowanie
Ustrój polityczny Aten powstał w drugiej połowie IV wieku p.n.e. Na ściślejsze określenie ram czasowych pozwala dokonana przez historyków analiza treści i porównanie jej ze znanymi nam z innych źródeł wydarzeniami. Naturalny terminus ante quem to niewspomniane w dziele zniesienie demokracji w 321/320 roku oraz opisywane w czasie teraźniejszym podporządkowanie Atenom Samos, zakończone w roku 322. 
Wydarzenia wyznaczające terminus post quem to kolejno: ustanowienie w Atenach dwuletniej efebii w 355/354 roku, archonat Ktesifonta w 329/328 roku, ustanowienie dwóch strategów dla Pireusu w 325/324 roku i przemianowanie świętej triery „Salaminii” na „Ammonias” w 324 roku. 
Według Ryszarda Kuleszy oszacowania terminus post quem na podstawie treści mogą być niepewne ze względu na dokonywane po powstaniu traktatu korekty. Dzieło należało do cyklu politei, złożonego z 158 traktatów dotyczących ustrojów miast Grecji klasycznej. O cyklu tym Arystoteles wspomina w Etyce nikomachejskiej, jako o materiale przygotowanym w celu opracowania jego późniejszej Polityki. Nieco wcześniejsze datowanie Polityki (lata trzydzieste IV wieku) tłumaczyć można późniejszym dopracowaniem wcześniej wstępnie przygotowanej ateńskiej politei.
Według Keaneya pierwsza wersja Ustroju politycznego Aten została napisana pomiędzy 334 a 331 rokiem, co argumentuje dostępnością Attydy Androtiona dla Arystotelesa dopiero po jego powrocie do Aten w 335/334 roku.
Prawdopodobnie pozostałe politeje zostały napisane według tego samego modelu co ateńska.

### Autorstwo

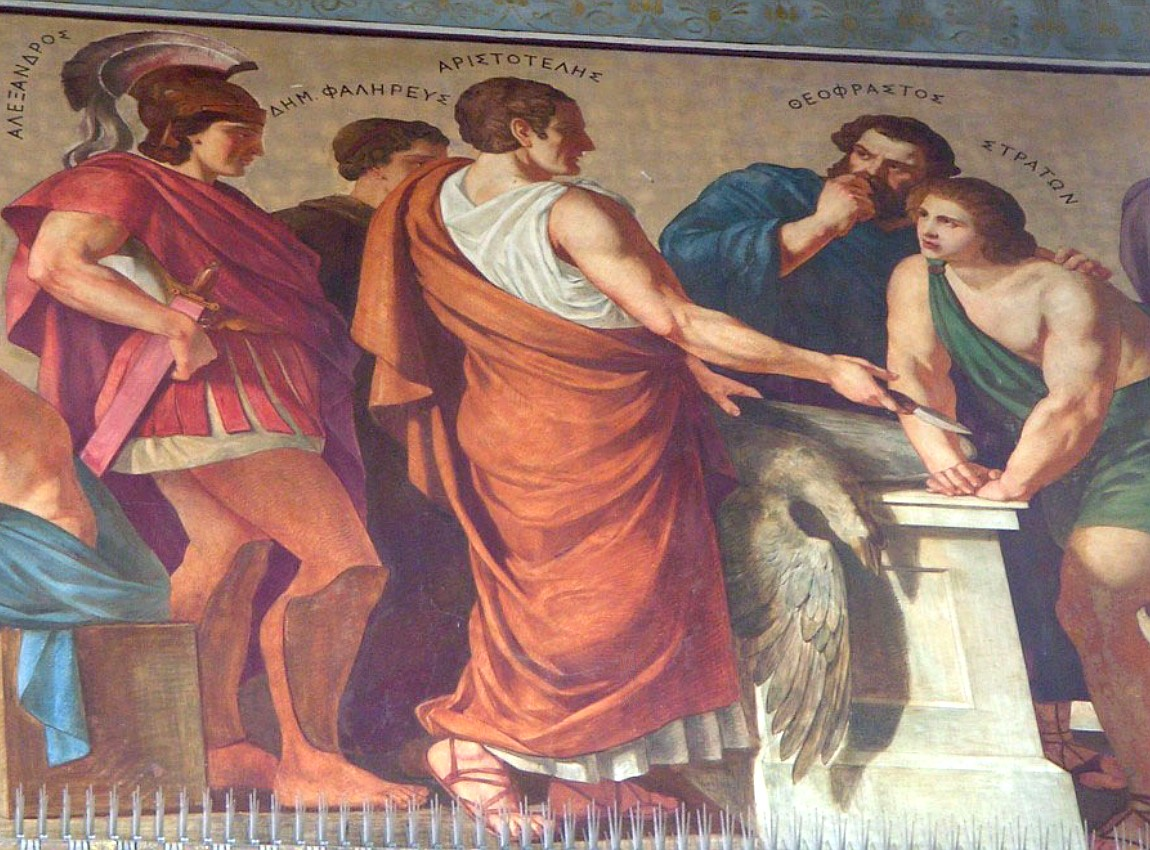
Arystoteles z uczniami według wyobrażenia Eduarda Lebiedzkiego w uniwersytecie ateńskim. Widoczny na fresku Teofrast już w starożytności wskazywany był obok Arystotelesa jako autor cyklu politei.

Za autora dzieła przyjmuje się Arystotelesa i/lub jednego z uczniów Lykeionu. Problem autorstwa rozciąga się na cały cykl politei. Ze starożytności dotarło do nas pięć niezależnych przekazów dotyczących autorstwa serii:
- wzmianka Arystotelesa zamieszczona w Etyce nikomachejskiej (10.1181B17),
- wpis w katalogu Diogenesa Laertiosa o numerze 143,
- cytowane fragmenty politei u późniejszych pisarzy, ze wskazaniem Arystotelesa jako autora,
- Timajos, a następnie Polibiusz polemizują na temat opisu Lokrydy, autorstwo przypisując Arystotelesowi i Teofrastowi,
- Filodemos z Gadary w dziele o retoryce wymienia Arystotelesa i jego ucznia (przez scholistę zidentyfikowanego jako Teofrast) jako odpowiedzialnych między innymi za zbieranie politei[6].

Jako że mało prawdopodobne jest autorstwo Arystotelesa wszystkich 158 traktatów, również Ustrój polityczny Aten może być dziełem jednego z uczniów Stragiryty. 
Zdaniem Marka Węckowskiego autorstwo Arystotelesa jest wykluczone. Ustrój miał zostać napisany przez uczniów Arystotelesa, na co wskazują sprzeczności z ocenami Arystotelesa prezentowanymi w innych jego dziełach oraz niezbyt wyrafinowany styl Ustroju. Podobnie Benedetto Bravo nie wierzy w autorstwo Arystotelesa. Decydującym argumentem są dla niego rozdziały 2–21, które określił jako bezmyślne zestawienie sprzecznych informacji. Nadmienia jednak, że nie można oczekiwać od ówczesnych historyków dzisiejszych możliwości analizy i interpretacji politycznych oraz społecznych stosunków, na przestrzeni wieków. Ryszard Kulesza nie idzie w swoich osądach tak daleko. Za różnice w stylu odpowiadać mogą według niego wykorzystywane przez autora źródła i faktograficzny charakter traktatu, natomiast różnice w opiniach tłumaczyć można ewolucją części poglądów Arystotelesa. Sceptyczny wobec przypisywania autorstwa Arystotelesowi jest też Peter John Rhodes. Argumentuje swą opinię brakiem typowych dla Arystotelesa zwrotów oraz tym, że filozof nie podziwiał wcale ateńskiego systemu politycznego, nie miał więc motywacji by go osobiście opisywać. Historyk zakłada jednak, że nauczyciel mógł dokonywać pewnych poprawek w pracach uczniów, natomiast argument o niższej jakości intelektualnej dzieła w stosunku z Polityką można uzasadnić tym, że Arystoteles był słabym historykiem. 
Z całą stanowczością za autorstwem Arystotelesa opowiada się Keanay. Swoją argumentacje opiera na analizie występowania charakterystycznych zestawień wyrazowych w Politei ateńskiej i innych dziełach Arystotelesa. Ludwik Piotrowicz również zdecydowanie opowiadał się za autorstwem Arystotelesa, negując nawet istnienie odmiennych poglądów. Za argument przytacza zgodność tekstu z fragmentami zachowanymi w tradycji literackiej.

## Odnalezienie
Zanim odnaleziono Ustrój polityczny Aten, znany on był jedynie z fragmentów zachowanych przez tradycję literacką, zwłaszcza z wyciągu Heraklejdesa. Zbieraniem fragmentów Arystotelesa zajmował się w XIX wieku Valentin Rose. Opublikował je w pracy Aristotelis qui ferebatur librorum fragmenta. W wydaniu z 1886 roku zgromadził 223 fragmenty Ustrojów politycznych, z czego aż 91 dotyczyło politei ateńskiej.
W 1879 roku Muzeum Egipskie w Berlinie nabyło dwie, datowane na II wiek naszej ery, karty papirusowe z fragmentami dzieła. W 1880 roku wydał je Friedrich Blass, zaś w 1881 roku Theodor Bergk uznał je za części ateńskiej politei. 
Prawie cały tekst dzieła został odczytany z papirusu P. Lond. 131. Dokładne miejsce i inne okoliczności odnalezienia manuskryptu nie są znane, najprawdopodobniej zaraz po odkryciu w Egipcie został zakupiony przez Muzeum Brytyjskie. Datę zakupu szacuje się na lata 1888–1890. Informacja o zidentyfikowaniu Ustroju politycznego Aten została upubliczniona w styczniu 1891 roku, a po kilku dniach tekst został wydany przez Frederica George’a Kenyona. Po dwóch miesiącach zakończono prace nad facsimile papirusu, które zostało wykonane na 22 tablicach. Verso papirusu już w pierwszych latach od wydania stało się obiektem pracy wielu kolejnych wydawców i historyków takich, oprócz Kenyona byli to między innymi: Ulrich von Wilamowitz-Moellendorff, Georg Kaibel, Friedrich Blass, Adolf Bauer. W 1903 roku Kenyon opublikował utwór uzupełniony o treść zapisaną na dokupionym później kawałku papirusu P. Lond. 131.
Cytowanie dzieła odbywa się za pośrednictwem rozdziałów i podrozdziałów. Podział na rozdziały (1–63) przeprowadził już Kenyon, podrodrozdziały pojawiły się w wydaniu Kaibla i  Wiamowitza, zaś rozdziały 64–69, już z podrozdziałami, zostały dodane w 1903 roku przez Kenyona.

## Treść i analiza

### Struktura
Praca dzieli się na dwie części. Część historyczną stanowi niezachowany początek oraz rozdziały 1–41, część systematyczną rozdziały 42–69.

#### Część historyczna
Osią konstrukcji historycznej części Ustroju politycznego Aten są zmiany ustrojowe, podsumowane w rozdziale 41. Na jego podstawie, oraz na bazie wypisu Heraklejdesa, można określić tematykę początkowej, niezachowanej części utworu. Opowiadała ona o założeniu miasta przez Iona i reformach Tezeusza ograniczających monarchię. Zachowana część utworu rozpoczyna się od końcowej partii historii Kylona (rozdział 1). Kolejno przedstawione są stasis rozgrywające się w polis (2–3) i ustrój Drakona (4). Rozdziały 5–12 poświęcone Solonowi i jego reformom – autor opisuje jego pochodzenie (5), zniesienie długów (6), prawa polityczno-administracyjne (7–8), stosunek tych reform do demokracji (9), zmianę systemu miarowego, wagowego i monetarnego (10), wyjazd do Egiptu i zajmowaną pozycję pomiędzy demokratami a oligarchami (11–12). Rozdział 13, przedstawiający walki o archonat i podział społeczeństwa na trzy klasy, służy za przejście do okresu tyranii Pizystratydów (14–19). Część ta podzielona jest chronologicznie na etapy zdobycia władzy (14–15), opis rządów Pizystrata (16) i upadku jego synów, Hipparcha i Hippiasza (17–19). Rozdziały 20 i 21 to reformy Klejstenesa oraz udział Alkmeonidów w obaleniu tyranii, 22 zaś dotyczy zmian politycznych wprowadzonych do początku wojen perskich. W opisie pięćdziesięciolecia autor uwzględnił wzrost znaczenia Areopagu i hegemonię na morzu (23–24), demokratyczne reformy Efialtesa (25), działalność polityczną Kimona (26) i Peryklesa (27). Arystoteles opisuje zepsucie demokracji po śmierci Peryklesa, w czasie wojny peloponeskiej, wymienia też kolejnych liderów stronnictw demokratycznych i arystokratycznych (28). Opis zamach oligarchów w 411 roku p.n.e. rozpoczyna się od opisu reform Czterystu (29). Arystoteles przedstawia ich plany dotyczące przyszłego ustroju 5000 (30) i ustrój tymczasowy (31), omawia ich rządy (32) i obalenie (33). Rozdział 34 poświęcony jest krótkiemu okresowi demokracji i powrotowi do oligarchii. Rządy Trzydziestu Tyranów i przywrócenie demokracji stanowią ostatnią obszerniejszą partię historyczną (34–41). Działania trzydziestu stawały się coraz bardziej despotyczne (35), co wywołało opozycję Teramenesa (36) i ostrą reakcję rządzących (37). Walki prowadzone przez stronnictwo demokratyczne zakończyły się ugodą, zawartą pod nadzorem komisji dziesięciu przysłanej przez Spartę (38). Autor opisuje zasady porozumienia (39) i charakter przywróconej demokracji (40). Ostatni (41) rozdział stanowi podsumowanie zmian ustrojowych zachodzących w polis do końca V wieku przed naszą erą. Jedyne czwartowieczne zmiany, ujęte w części historycznej, to wprowadzenie i dwukrotne podwyższenie wynagrodzenia za udział w zgromadzeniu.

#### Część systematyczna

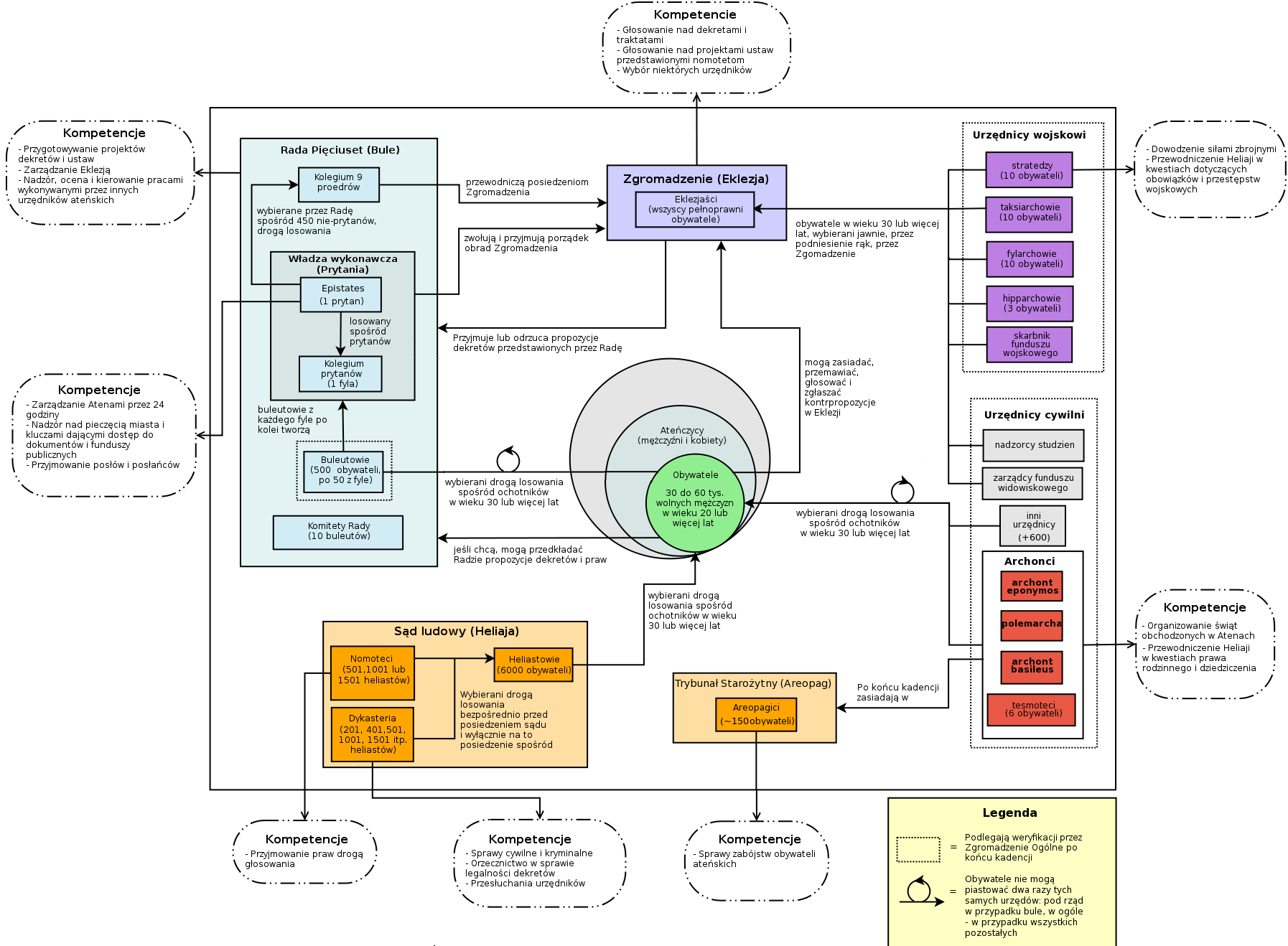
Model demokracji ateńskiej IV wieku p.n.e. opracowany głównie na podstawie Ustroju politycznego Aten.

Część systematyczna rozpoczyna się od przedstawienia rejestracji nowych obywateli i praw, jakie im przysługują (rozdział 42). Następnie autor opisuje Radę Pięciuset – metodę jej wyboru (43), jej udział w organizacji zgromadzeń (44), uprawnienia sądownicze (45) oraz obowiązki administracyjne dotyczące floty i robót publicznych (46). Kolejne rozdziały to prezentacja urzędów finansowych powiązanych z Radą (47–48) oraz opis pozostałych jej aktywności (49). Wśród pozostałych urzędników Arystoteles wymienia urzędników zajmujących się nadzorem różnych sfer działalności miasta (50–51), wymiarem sprawiedliwości (52–53), oraz szereg innych (54). Archontom poświęcona jest dłuższa partia – opisano sposób ich wyznaczania (55–56), funkcje archonta epynomosa (56), archonta basileusa (57), polemarchy (58) i tesmotetów (59). Spis urzędników zamykają athlothleci (60), stratedzy i inni funkcjonariusze wojskowi (61). Jest on podsumowany poprzez zestawienie płac urzędników i inne uwagi autora (62). Traktat kończy opis heliai (63–69). Wyszczególniono w nim sposób losowania sędziów (63–65) i inne losowania związane z sądownictwem (66). Autor przedstawił kwestię harmonogramu rozprawy (67), wielkości sądzącego dikasterionu (68), proces głosowania (68–69) i zapłatę wręczaną sędziom (69).

### Źródła
Partia historyczna dzieła oparta jest głównie na pracach attydografów, głównie Androtiona. Część informacji autor zaczerpnął również z prac innych historyków: z Dziejów Herodota, Wojny peloponeskiej Tukidydesa, Historiai Eforosa i być może Attis Kleidemusa. Keaney identyfikuje dodatkowo wpływ Izokratesa, Platona (Gorgiasz i Obrona Sokratesa) oraz Teopompa. Do źródeł należy również zaliczyć poezję, taką jak cytowane w Ustroju wiersze Solona. Część opisującą współczesny mu ustrój polis autor przedstawił na podstawie własnych obserwacji oraz na prawach spisanych na Stoa Basileios.
Szczegółową analizę potencjalnych źródeł części historycznej przeprowadził Peter John Rhodes. Jego zdaniem zaginiony początek był oparty na jednej bądź kilku Attydach. Rozdziały dotyczące Kylona i Solona mają wspólne źródło z Solonem Plutarcha, być może była to osobna praca na temat Solona, bądź Attyda, lecz nie ta autorstwa Androtiona. Ustrój Drakona miał być oparty na dokumencie, będącym falsyfikatem z V lub IV wieku p.n.e. Do opisania tyrani Pizystratydów autorowi posłużyły Dzieje Herodota i któraś z Attyd. Część traktatu poświęconą okresowi od reform Klejstenesa do rządów Czterystu autor napisał głównie w oparciu o Attydę Androtiona. Innymi źródłami mogły być między innymi niezachowane do nowożytności mowy, pisma polityczne czy też wiedza ogólna autora.

### Analizy historyków

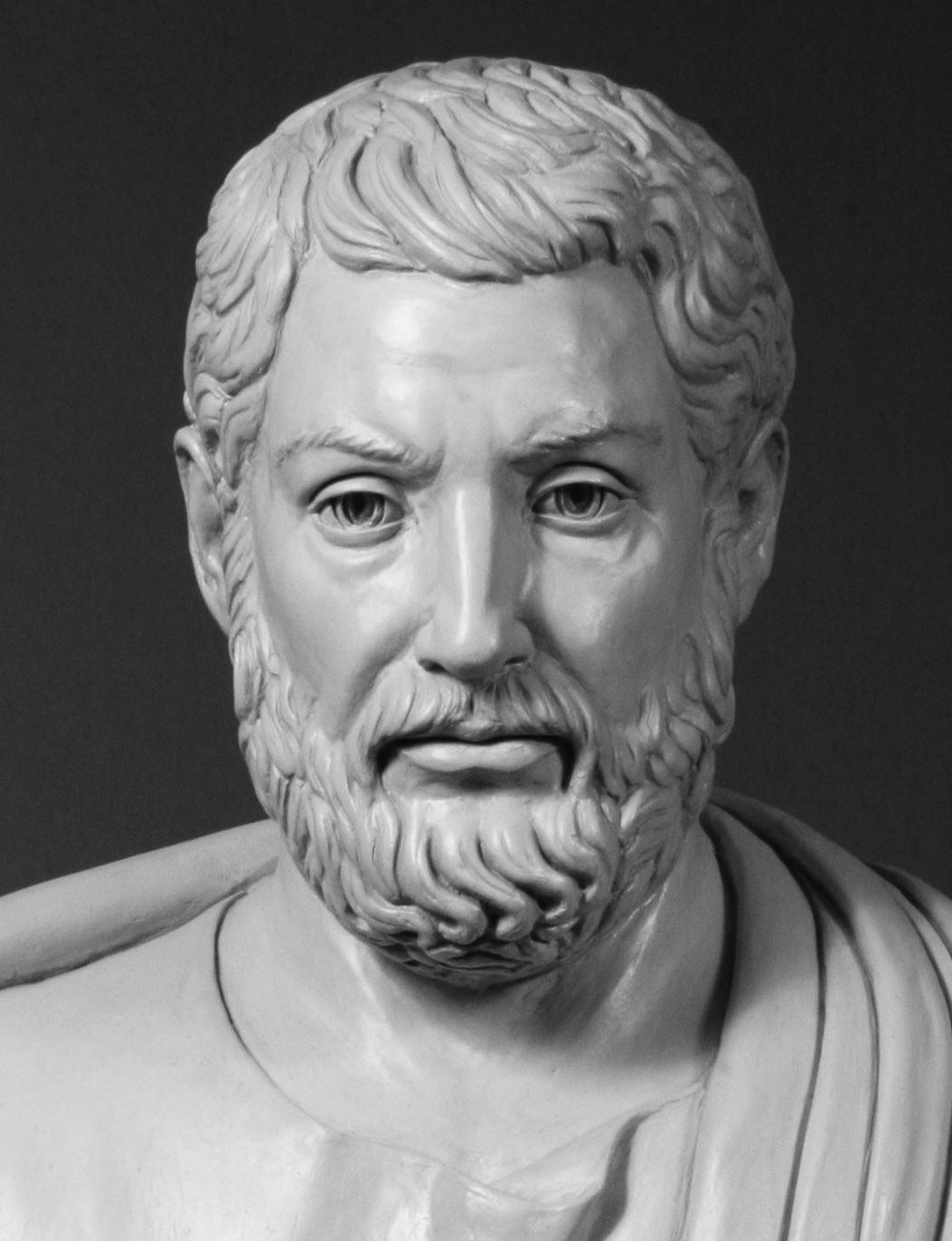
Ateński polityk Klejstenes. Historyk John Keaney wysunął tezę, iż jego reformy opisane w Ustroju politycznym Aten zostały wymyślone przez Arystotelesa.

Strukturę i styl Ustroju analizował szczegółowo John Keaney. Doszedł on do wniosku, że Arystoteles wypracował specjalny schemat dla swoich Politei, napisane zostały według struktury pierścieniowej. Aby zachować konsekwencje stylu pracy, modyfikował fakty historyczne. Według historyka takim zabiegiem mogło być między innymi wymyślenie przez Arystotelesa reform Klejstenesa.
Oswyn Murray przeprowadził analizę podsumowania części historycznej (41.2). Zauważył on, że oprócz ustroju Drakona – będącego, jak na to wskazuje numeracja, późniejszą ingerencją w tekst – wszystkie zmiany mają charakter gwałtowny, są formą stasis. Takie spojrzenie na historię nie odpowiada według historyka faktom – na przykład reformy Klejstenesa i Efialtesa miały w rzeczywistości być długotrwałymi procesami, rozpoczętymi jedynie przez tych mężów stanu. Również temu spojrzeniu zawdzięczamy według Murraya dużą dysproporcje w opisie wydarzeń – oligarchicznym zamachom (rządom Czterystu i Trzydziestu Tyranów) autor poświęcił wiele uwagi, marginalizując bezkrwawe przywrócenie demokracji. Historyk dochodzi do konkluzji, że prezentowane w części historycznej ustroje oznaczają dla Arystotelesa istnienie kolejnych, oddzielnych polis.
Mogens Herman Hansen badając systematyczną część zwraca uwagę na jej nieproporcjonalność. Zgromadzenie zostało jedynie wzmiankowane przy omawianiu Rady Pięciuset, informacje o Areopagu można znaleźć jedynie w sekcji historycznej, zaś nomoteci zostali całkowicie pominięci. Zgrupowanie ateńskich instytucji w trzy grupy może budzić skojarzenie z zasadą trójpodziału władzy, Hansen przestrzega jednak przed takim anachronizmem i krytykuje historyków patrzących w ten sposób na politeję ateńską, jak i samego autora Ustroju za wadliwe opisanie systemu politycznego.

## Tłumaczenia
Ustrój polityczny Aten był wielokrotnie tłumaczony od momentu wydania, jeszcze tego samego roku ukazały się tłumaczenia na języki: angielski, włoski, niemiecki, francuski i rosyjski. Bibliografię wydań i tłumaczeń do 1980 roku sporządził Peter John Rhodes.
Język angielski
- T. Dymes, Londyn 1891.
- F.G. Kenyon, Londyn 1891.
- E. Poste, Londyn 1891.
- H. Rackham, Londyn 1935.

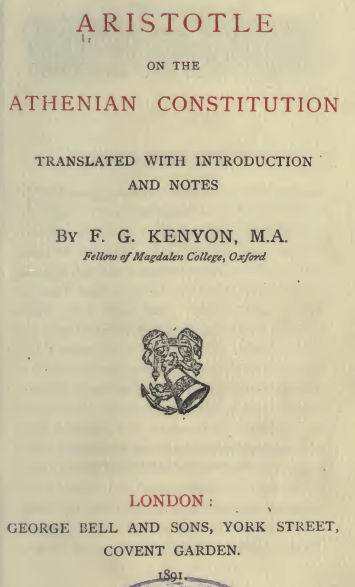
Przekład Ustroju politycznego Aten na język angielski wykonany w 1891 roku przez F.G. Kenyona.

- K. Fritz, E. Kapp, Nowy Jork 1950.
- L.C. Stecchini(inne języki), Glencoe 1950.
- J. Warrington, Londyn 1959.
- K.M. Moore, Londyn 1975.

Język włoski
- C. Ferrini, Milan 1891.
- C.O. Zuretti, Turyn 1891.
- C. Viano, Turyn 1955.
- R. Laurenti, Bari 1972.

Język niemiecki
- H. Hagen, Zurych 1891.
- G. Kaibel, A.G. Kiessling, Strasburg 1891.
- F. Poland, Berlin 1891.
- M. Erdmann, Lipsk 1892.
- G. Wentzel, Lipsk 1892.
- A. Keseberg, Eupen 1893.
- O. Gigon, Zurych 1955.
- P. Gohlke, Paderborn 1958.

Język francuski
- B. Haussoullier(inne języki), Paryż 1891.
- T. Reinach, Paryż 1891.

Język rosyjski
- N.J.Szubin, Sankt Petersburg 1891.
- A. Lowiagin(inne języki), Sankt Petersburg 1895.
- S.I. Radcig(inne języki), Moskwa/Leningrad 1936.

Język duński
- K.K.T. Hude, Kopenhaga 1892 (rozdziały 1–41), Lipsk 1916 (całość).
- G. Mondrup, Kopenhaga 1938.

Język polski
- E. Paszkiewicz, Sambor 1894–1895[34].
- J. Wierzbicki, Wadowice 1894.
- L. Piotrowicz, Kraków 1931.

Język czeski
- J. Pražák, Praga 1900.

Język bułgarski
- G.I. Kaсarow, Sofia 1904.

Greka nowożytna
- I. Zerbos, Ateny 1911.
- P.K. Kōnstantinos, Ateny 1924 (rozdziały 1–41).
- G. Papandreas, Ateny 1929.
- I. Stamatakos, Ateny 1931.
- G.K. Kordatos, G. Kotzioulas, Ateny 1939.
- anonim, Ateny 1973.

Język arabski
- T. Hussein, Kair 1921.
- A. Barbara, Bejrut 1967.

Język kataloński
- J. Farran i Mayoral, Barcelona 1926.

Język japoński
- Z. Hara, Tokio 1928.
- K. Murakawa, Tokio 1939.

Język turecki
- S.Y. Baydur, Ankara 1943.

Język serbsko-chorwacki
- N. Majnarić(inne języki), Zagrzeb 1948.

Język hiszpański
- A. Tovar(inne języki), Madryt 1948.

Język węgierski
- Z. Ritoók, J. Sarkady, Budapeszt 1954.

Hindi
- B. Sharma, Lucknow 1956.

Język hebrajski
- D. Asheri, A. Meltzer, Jerozolima 1967.

Język portugalski
- F.M. Pires, São Paulo 1995.